# Janko Ropret
Janko Ropret, slovenski radijski napovedovalec in pevec zabavne glasbe, * 21. marec 1951, Tržič, Slovenija.
Janko Ropret je legenda slovenske popevke. Nekaj let je tudi deloval kot pevec ansambla Alpski kvintet. Leta 1992 je v sodelovanju z Don Mentony Bandom posnel album Vrni se. Dolga leta je deloval kot napovedovalec in bralec poročil na 1.programu, Valu 202 in na programu ARS Radia Slovenija. Bil je voditelj priljubljene oddaje V nedeljo zvečer, ki jo je nasledil od Marjana Kralja. Upokojil se je leta 2008.
Ropret je eden najbolj prepoznavnih glasov Slovenije. Njegova najbolj poznana pesem je Ljubljančanke.

## Nagrade in priznanja
Za svoje delo je leta 1997 prejel radijskega Viktorja popularnosti, leta 2001 pa kristalni mikrofon za izjemne dosežke na področju napovedovalskega dela.

## Diskografija

### Singli
- Zeleni svet/Ko boš moja vsa
- Lepa kot sen/Ne priznam (Notex, 1972)
- Ti si moja/Samo za te (Helidon, 1973)
- Ti si moja/Tudi zate (Helidon, 1973)

### Albumi
- Dolina zelenega zlata (ZKP RTV Slovenija, 1976)
- Vrni se (Didakta, Slovenija, 1992)
- Jesen (ZKP RTV Slovenija, 1995) (sodelovanje s skupino Don Mentony Band)
- Med nama - poezija Mitje Šegina (ZKP RTV Slovenija, 2000)
- Ciganska poezija (ZKP RTV Slovenija, 2001)
- Zimzelen (ZKP RTV Slovenija, 2004) (kompilacija največjih uspešnic)

### sodelovanje na kompilacijah
- Mali oglas - Slovenska popevka '74 (ZKP RTV Ljubljana, 1974)
- V življenju je lepo - Slovenska popevka '75 (ZKP RTV Ljubljana, 1975)
- Kam greš - Melodije morja in sonca Piran '78 (ZKP RTV Ljubljana, 1978)
- Moje orglice - Slovenska popevka '78 (ZKP RTV Ljubljana, 1978)
- Ana Anika - Melodije morja in sonca Piran '79 (ZKP RTV Ljubljana, 1979)
- In oči zapreš - Ljubljana '79 - dnevi slovenske zabavne glasbe (ZKP RTV Ljubljana, 1979)
- Pri morju hišica - Melodije morja in sonca Piran '80 (Helidon, 1980)
- Ljubljančanke - Prelepa si bela Ljubljana (ZKP RTV Slovenija, 1994/1999)
- Ljubljančanke - Jure Robežnik: Na vrhu nebotičnika (ZKP RTV Slovenija, 1995)
- Zimzelen - Jože Privšek: Nad mestom se dani (ZKP RTV Slovenija, 1997)
- Jesen - Poletne uspešnice (ZKP RTV Slovenija, 1997)
- Ljubica moja, lahko noč - Poletne uspešnice (ZKP RTV Slovenija, 1998)
- Butterfly - Melodije iz Ezleka (ZKP RTV Slovenija, 1998)
- Bohinsko vesele - Stara plošča (ZKP RTV Slovenija, 1998)
- Ljubljančanke - Zlati časi Slovenske popevke (ZKP RTV Slovenija, 1998)
- Moje orglice - Zimzelene melodije (ZKP RTV Slovenija, 2000)
- Bohinsko vesele - Zlata leta vesele jeseni: Festivalske uspešnice 1962-1979 (ZKP RTV Slovenija, 2000)
- Lepa kot sen/Ne priznam - Helidonovi zimzelenčki  1969-1972 (Helidon, 2001)
- Zimzelen - Elza Budau: Na pragu let (ZKP RTV Slovenija, 2002)
- Zimzelen - Zimzelene melodije 2 (ZKP RTV Slovenija, 2004)
- Ljubljančanke - Lepa leta slovenske popevke (ZKP RTV Slovenija, 2001)
- Moje orglice - Slovenska popevka - Prvih štirideset (ZKP RTV Slovenija, 2002)
- Tudi za tebe (Anche per te)/Ti si moja - Popevke sedemdesetih (Helidon, 2003)
- Ljubljančanke - Najlepše slovenske uspešnice : 1970-1979. vol. 1 (Nika, 2003)
- Moje orglice - Zlati jubilej slovenske popevke 2012 (ZKP RTV Slovenija, 2012)
- Ljubljančanke/Človek ki nase nekaj da/Ne priznam - Dušan Velkaverh: Popevke (ZKP RTV Slovenija, 2012)

## Nastopi na glasbenih festivalih

### Melodije morja in sonca
- 1978: Kam greš (Silvester Mihelčič - T. Gašperšič - Jani Golob) - nagrada strokovne žirije za najboljši aranžma
- 1979: Ana Anika (Ferry Horvat - Črt Škodlar - Mojmir Sepe)
- 1980: Pri morju hišica
- 1981: Najino poletje - nagrada strokovne žirije za najboljši aranžma

1. ↑  »ROPRET, Janko«. Obrazi slovenskih pokrajin. Pridobljeno 13. marca 2021.